# Semmo-Majttjärnarna
Semmo-Majttjärnarna är en sjö i Malung-Sälens kommun i Dalarna och ingår i Göta älvs huvudavrinningsområde.